# Adrien-Charles Le Mayeur de Merprès

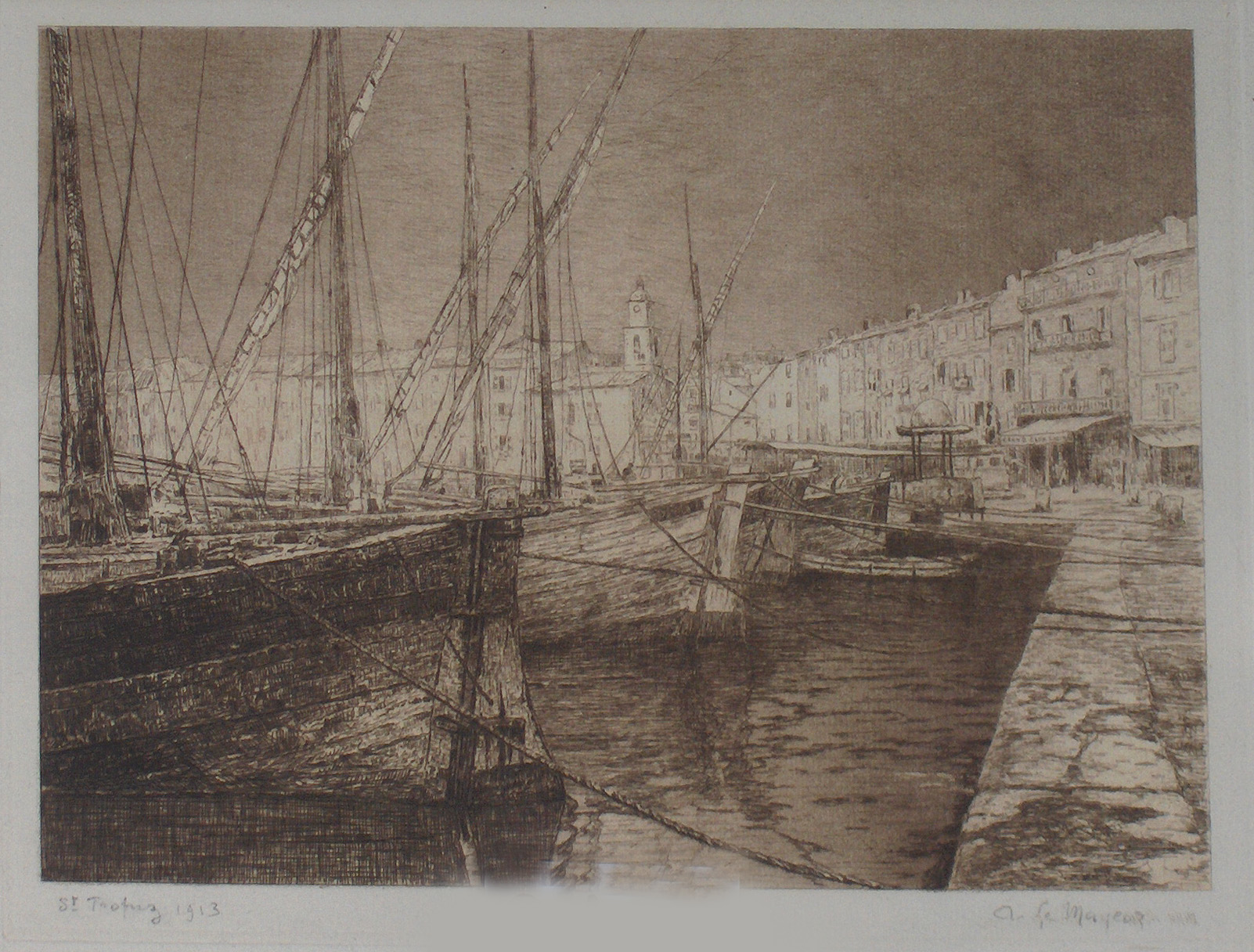
Ets St. Tropez (1913)

Adrien-Charles Louis Le Mayeur de Merprès (Watermaal-Bosvoorde, 1844 - Brussel, 1923) was een Belgisch impressionistisch schilder en etser, vooral bekend voor zijn landschappen en marines.
Hij debuteerde op het Salon van Brussel in 1870, en nam daarna deel aan veel tentoonstellingen in Antwerpen, Brussel, Chicago, Moskou, München (1891, gouden medaille), Parijs, Scheveningen en Wenen. Hij neemt in 1885 en 1900 deel aan de Wereldtentoonstelling van Parijs.
Hij werd een leerling van Isidore Meyers in Hamme-Driegoten (rond 1877). Hij trad toe, samen met Isidore Meyers en Jacques Rosseels, tot de Dendermondse School.
Hij schilderde zonnige landschappen in impressionistische stijl, maar vooral grootse marines langs de Belgische kust, gekenmerkt door een lage horizon en een onrustig wolkendek. Hij beoefende ook korte tijd het pointillisme. Volgens De Taeye schitterde hij "in de poëtische weergave van het water. Het licht, de lucht en de atmosfeer overspoelen zijn marines".
Hij werd benoemd tot ridder in de Leopoldsorde.
Men vindt zijn werken terug in musea in Brussel, Leuven, Bergen, Namen en München.  Er hangt ook een werk van hem in de Kamer van volksvertegenwoordigers te Brussel.
Zijn zoon Adrien-Jean Le Mayeur de Merprès (1880-1958) werd eveneens een bekend kunstschilder.
- RKD-Nederlands Instituut voor Kunstgeschiedenis: 48554
- Virtual International Authority File: 71822371